# Șolcani, Soroca
Șolcani este satul de reședință al comunei cu același nume  din raionul Soroca, Republica Moldova.

## Istorie
Satul Șolcani a fost menționat pentru prima dată în anul 1588:
„Petru voievod, din mila lui Dumnezeu, domn al Țării Moldovei. Iată domnia mea am dat și am miluit slugii noastre, Șeptilici armășel, o seliște într-un loc de pustie, unde se cheamă la Fântâna Caplei, ca sa-și întemeieze sat acolo, în ținutul Sorocii, mai sus de Soroca, între satul Solceni și între Cosăciuți, ca să-i fie lui sat, cât hotar va cuprinde pana se întâlnește cu hotarul altor sate de prinprejur. Pentru că a slujit cu credință domniei mele și țării domniei mele. Și a fost acest loc de pustie drept domnesc. Ca să-i fie lui dela domnia mea sat cu tot venitul, și altul să nu se amestece.

Scris în Iași, în anul 7096 <1588> ianuarie 3.

Însumi domnia mea am învățat.

Eu Stroici logofăt am iscălit, dar dacă va fi fără pâră.
Țiban a scris.”

## Demografie
Conform recensământului populației din 2004, satul Șolcani avea 1.253 de locuitori: 1.247 moldoveni/români, 3 ucraineni și 3 ruși.